# 比利亚尔坎波
比利亚尔坎波，是西班牙卡斯蒂利亚-莱昂萨莫拉省的一个市镇。 总面积65平方公里，总人口622人（2001年），人口密度10人/平方公里。